# Шамбро
Шамбро́ (фр. Chamberaud) — коммуна во Франции, находится в регионе Лимузен. Департамент коммуны — Крёз. Входит в состав кантона Сен-Сюльпис-ле-Шан. Округ коммуны — Обюссон.
Код INSEE коммуны — 23043.

## Население
Население коммуны на 2010 год составляло 101 человек.
| 1962 | 1968 | 1975 | 1982 | 1990 | 1999 | 2010 |
| ---- | ---- | ---- | ---- | ---- | ---- | ---- |
| 148  | 129  | 96   | 125  | 113  | 121  | 101  |

## Экономика
В 2010 году среди 57 человек трудоспособного возраста (15—64 лет) 44 были экономически активными, 13 — неактивными (показатель активности — 77,2 %, в 1999 году было 66,1 %). Из 44 активных жителей работали 37 человек (20 мужчин и 17 женщин), безработных было 7 (3 мужчин и 4 женщины). Среди 13 неактивных 6 человек были учениками или студентами, 6 — пенсионерами, 1 был неактивным по другим причинам.